# Мелихов, Виктор Васильевич
Виктор Васильевич Мелихов (8 апреля 1954, Каменный, Сталинградская область — 7 июля 2024) — российский и советский ученый, доктор сельскохозяйственных наук, профессор, член-корреспондент Российской академии наук (2016), заслуженный работник сельского хозяйства Российской Федерации.

## Биография
В 1979 году окончил сельскохозяйственный техникум руководящих кадров колхозов и совхозов. Сразу после учебы вступил в должность агронома-семеновода в колхозе «Россия». Через год был повышен до старшего агронома в отделе семеноводства Управления сельского хозяйства. В 1985 году получил образование агронома в Волгоградском сельскохозяйственном институте.
С 1989 года работал в аграрном отделе и отделе социально-экономической политики Волгоградского обкома Коммунистической партии Советского Союза. В 1994 году заместитель начальника Главного управления сельского хозяйства и продовольствия Волгоградской области. С 1995 года — первый заместитель. В 1997 году В. В. Мелихова назначают Председателем Комитета по сельскому хозяйству и продовольствию администрации Волгоградской области. С 2002 года занимал должность директора ФГБНУ «Всероссийский НИИ орошаемого земледелия» и является профессором кафедры мелиорации земель и комплексного исследования водных ресурсов и экологии Волгоградского государственного аграрного университета. С 2016 года — член-корреспондент РАН по Отделению сельскохозяйственных наук специальности «мелиорация и водное хозяйство».

## Научная деятельность
Основными направлениями исследований ученого были комплексные мелиорации орошаемых земель, создание гибридов зерновых и бобовых культур для условий орошения, сохранение и восстановление природно-ресурсного потенциала орошаемых земель и луговых лиманов. Под его руководством были разработаны методы и технологии комплексной мелиорации орошаемых земель.
В. В. Мелихов являлся действительным членом Международной академии экологии и природопользования, членом редколлегий научных журналов: «Известия Нижневолжского аграрного университетского комплекса», «Орошаемое земледелие» и «Зрошуване землеробство» (Украина).
Опубликовал около 260 научных работ, 8 из которых являются монографиями. На его счету 64 патента на изобретения и селекционные достижения. Защитил 7 докторских и 12 кандидатских диссертаций.
Скончался 7 июля 2024 года после тяжёлой продолжительной болезни в возрасте 70 лет.

## Награды и звания
- заслуженный работник сельского хозяйства Российской Федерации (2004)[7]
- неоднократный лауреат Всероссийского выставочного центра
- серебряная медаль им. Н. И. Вавилова[2]